# Shemini
Shemini, Chemini, Sh’mini, ou Shmini (שמיני, « huitième » en hébreu, troisième mot et premier significatif, de la parasha) est la 26e section hebdomadaire du cycle annuel de lecture de la Torah, la troisième du Livre du Lévitique. Elle correspond à Levitique 9:1–11:47. Les Juifs de la Diaspora la lisent le 25 ou 26e Shabbat après Simhat Torah, généralement fin mars ou en avril.

## Résumé

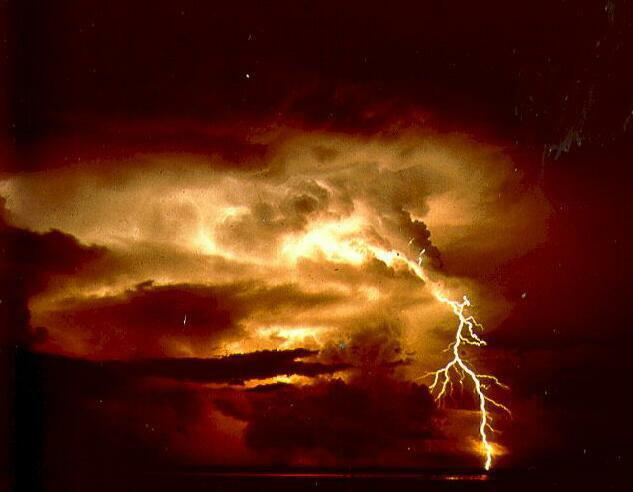

Au huitième jour de l’initiation d’Aaron et ses fils à leur office de cohen, a lieu l’inauguration effective du Mishkan. Le Cohen Gadol bénit le peuple, et un feu céleste dévore les offrandes. Les deux fils aînés d’Aaron, Nadav et Abihou, approchent alors une offrande d’encens qui n’avait pas été prescrite ; un feu divin les consume alors de l’intérieur, mais les cohanim n’ont pas le droit de marquer le deuil.
Dieu prescrit aux cohanim de ne pas officier en état d’ébriété, et leur prescrit de consommer la chair de certaines offrandes animales.
Dieu prescrit aux enfants d’Israël de ne consommer que des animaux purs, dont Il énumère les signes et espèces. Il révèle les lois d’impuretés liées aux charognes.

### Divisions de la parasha lors de la lecture complète
La lecture de la parasha à la synagogue le sabbath est traditionnellement divisé en sept sections, pour lesquelles un membre différent de la congrégation est appelé à lire. La première lecture, le rishon, échoit traditionnellement à un cohen, la seconde, appelée sheni, à un levi, les suivantes à un israël (ni cohen ni levi). La septième section comporte une sous-section, le maftir, qui est lu par la personne qui lira ensuite la haftara.
Les sections de la parashat Shemini sont:
- rishon:
- sheni:
- shlishi:
- revi'i:
- hamishi:
- shishi:
- shevi'i:
  - maftir:

### Divisions de la parasha lors de la lecture abrégée
Une lecture publique de la parasha fut instaurée par Ezra le Scribe le lundi et le jeudi à la synagogue. Cette lecture, sensiblement plus courte, ne comprend que trois sections, la première réservée au cohen, la seconde au levi, la troisième à un israël
- Section du cohen: Vayiqra[3]
- Section du levi: Vayiqra[3]
- Section de l'israël: Vayiqra[3]

### Maqam
Un maqam est un système de modes musicaux utilisé dans la musique arabe mélodique classique. Les juifs originaires des pays orientaux (Afrique du Nord, Syrie) s'en sont inspirés, et adaptent la mélodie de la liturgie du Shabbat en fonction du contenu de la parasha de cette semaine. Ils emploient 10 maqam différents, possédant chacun son usage propre.
Le maqam utilisé lors du sabbath au cours duquel on lit la parashat Shemini est le Maqam Hoseni, célébrant la beauté du sanctuaire nouvellement inauguré. Certains chantent selon le Maqam Rast, Shemini étant la première parasha tombant après la Pâque.

## Commandements
La Torah comporte, selon la tradition rabbinique, 613 prescriptions. Différents sages ont tenté d'en établir un relevé dans le texte biblique.
Selon l'un de ces computs les plus célèbres, le Sefer HaHinoukh, la parashat Shemini comporte 6 prescriptions positives et 11 prescriptions négatives:
- Interdiction aux cohanim d'entrer dans le Temple avec des cheveux non-taillés Lv 10,6.
- Interdiction aux cohanim d'entrer dans le Temple avec des vêtements déchirés Lv 10,6.
- Interdiction aux cohanim de quitter le Temple à l'heure de l'office Lv 10,7.
- Interdiction aux cohanim d'entrer dans le Temple en état d'ivresse Lv 10,9.
- Rechercher les signes de pureté des animaux, afin de distinguer entre animaux cachères et non-cachères Lv 11,2.
- Interdiction de consommer la chair des animaux impropres à la consommation Lv 11,4.
- Rechercher les indices de pureté des poissons, afin de distinguer entre poissons cachères et non-cachères Lv 11,9.
- Interdiction de consommer les poissons impropres à la consommation Lv 11,11.
- Interdiction de consommer la volaille impropre à la consommation Lv 11,13.
- Rechercher les indices de pureté des sauterelles, afin de distinguer entre insectes cachères et non-cachères Lv 11,21.
- Impureté de huit espèces de sharetz (animaux rampants) Lv 11,29.
- Impureté des aliments et des boissons Lv 11,34.
- Impureté de la nevela (charogne d'un mammifère) Lv 11,39.
- Interdiction de consommer les animaux qui rampent au sol Lv 11,41.
- Interdiction de manger les larves qui se développent dans les graines et les fruits Lv 11,42.
- Interdiction de consommer le sharetz hamayim (bêtes pullulant sans l'eau) à l'exception des poissons Lv 11,43.
- Interdiction de manger les vers qui se développent dans des substances organiques en décomposition Lv 11,44.

## Haftara
La haftara est une portion des livres des Neviim ("Les Prophètes") qui est lue publiquement à la synagogue après la lecture de la Torah. Elle présente généralement un lien thématique avec la parasha qui l'a précédée.
La haftara pour la parashat Shemini est:
- pour les Juifs ashkénazes: 2 Samuel 6:1-7:17;
- pour les Juifs Sépharades: 2 Samuel 6:1-19

Comme la parasha, la haftara rapporte les efforts réalisés pour consacrer un espace saint, suivi d'incidents tragiques dus à une proximité inappropriée vis-à-vis de ce lieu. Dans la parasha, il s'agit du Tabernacle, qui renferme en son sein l'Arche de l'Alliance, cette arche même que David décide d'emporter à Jérusalem ( 6,2–5.) Ensuite, Ouzzah ben Aminadav est tué pour avoir porté sa main à l'Arche ( 6,6–7,) comme Nadav et Abihou qui s'étaient approchés trop près de l'autel.

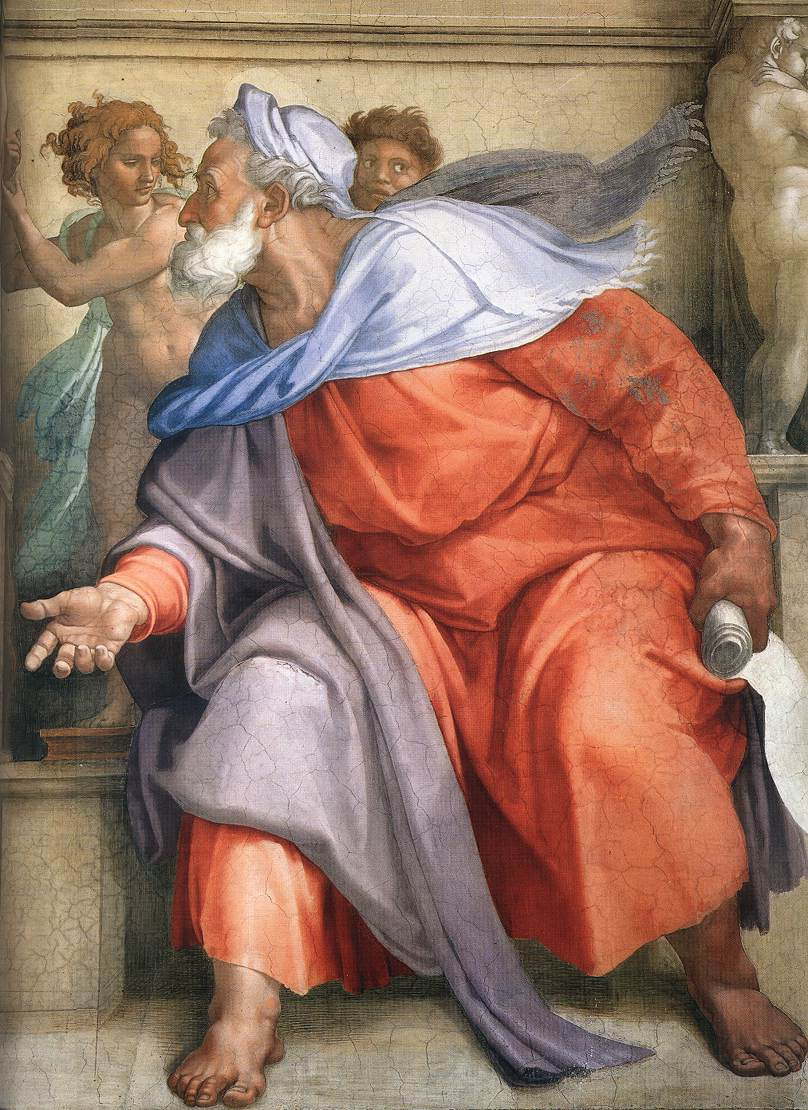
Ezéchiel (fresque de Michelangelo)

### À Chabbat Parah
Lorsque la parashat Shemini coïncide avec le Chabbat Parah (le sabbath qui précède la Pâque — comme c'est le cas en 2012 et 2015), la haftara est:
- pour les juifs ashkénazes: Ezéchiel 36|16–38
- pour les juifs sépharades: Ezéchiel 36|16–36

Comme la parashat Parah (Nombres 19:1–22), qui décrit les rites de purification utilisant la génisse rousse (parah adouma), la haftara d'Ezéchiel 36 décrit une procédure de purification nécessitant, dans les deux cas, l'aspersion d'eau sur les enfants d'Israël.

### À Chabbat Ma'har 'Hodesh
Lorsque la parashat Shemini coïncide avec le Chabbat Ma'har 'Hodesh (le sabbath veille de la néoménie, comme c'est le cas en 2012 et 2015), la haftara est  20,18–42.